# الحدود الألمانية البلجيكية

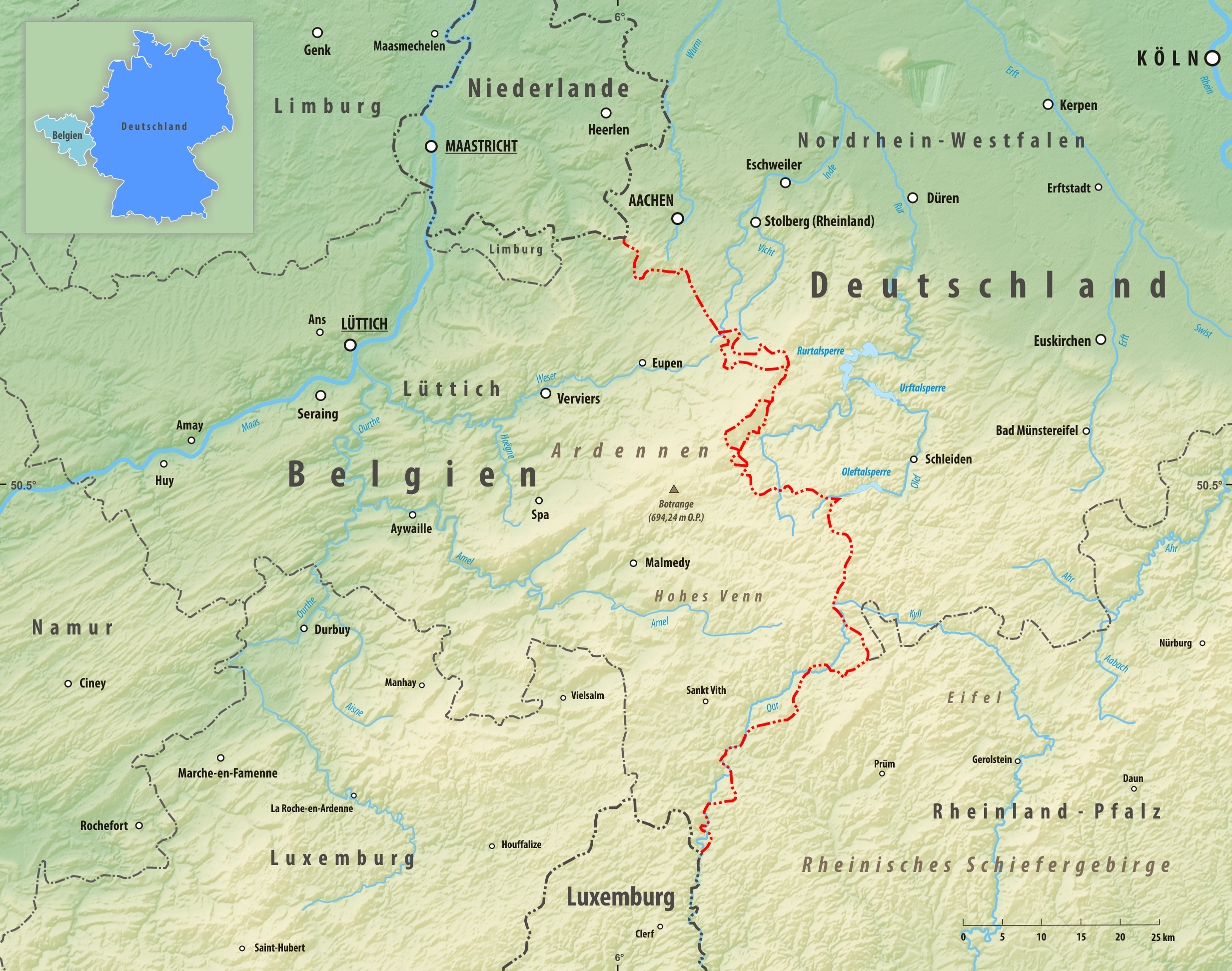
الحدود الألمانية البلجيكية.

الحدود الألمانية البلجيكية هي الحدود الفاصلة بين بلجيكا وألمانيا ويبلغ طول الحدود 204 كيلومتر (127 ميل).

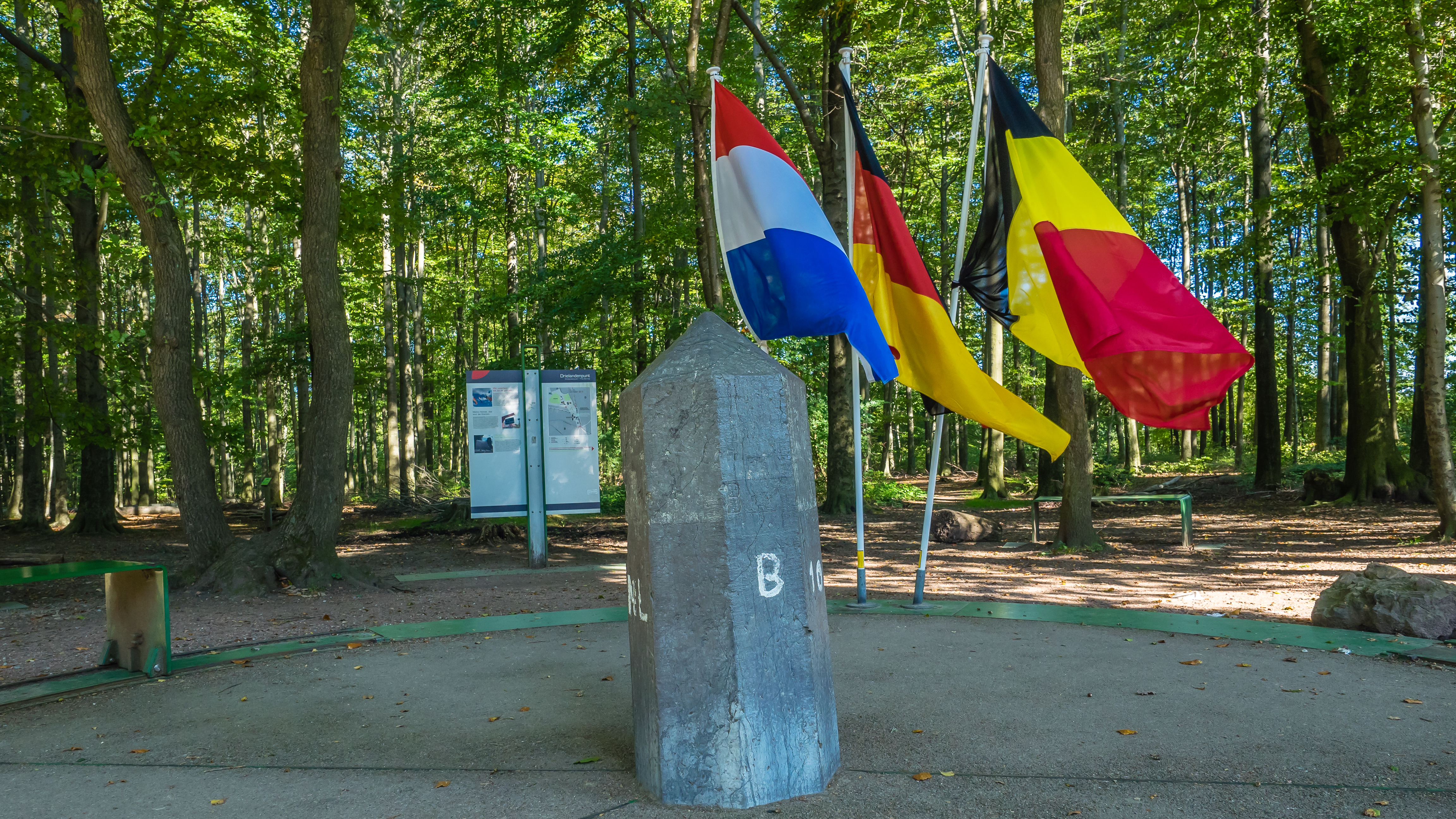
النقطة الثلاثية حيث تلتقي ألمانيا وبلجيكا وهولندا.

## المعابر
يتم عبور الحدود بواسطة خطين للسكك الحديدية، خط السكة الحديد بين لياج وآخن، وكذلك خط السكة الحديد بين تونغرين وآخن. هناك حوالي 20 من الطرقات العامة التي تعبر الحدود، منها طريقين سريعين، A3 / A44 / E40 وA27 / A60 / E42.

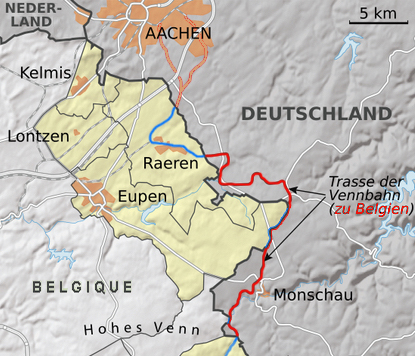
مسار سكة حديد فنبان.

## فنبان
إحدى السمات المحددة للحدود هي مسار سكة حديد فنبان. كان طريق للسكك الحديدية من الأراضي البلجيكية منذ عام 1919، بموجب أحكام معاهدة فرساي. قررت المعاهدة التنازل عن منطقة يوبين مالميدي الألمانية السابقة إلى بلجيكا، إلى جانب كامل خط سكة حديد فنبان الذي يعبر الحدود عدة مرات. يمكن العثور على حجارة الحدود على يمين ويسار الطريق. نظرًا لمسار خط السكة الحديد البائد الآن، تم إنشاء ستة مكتنفات لألمانيا، محاطة بالكامل بالأراضي البلجيكية، بالإضافة إلى جيب بلجيكي واحد. اليوم، لا تزال خمسة جيوب ألمانية محاطة بالأراضي البلجيكية، والتي تتكون من قرية موتزينيتش بالإضافة إلى أجزاء من منطقتي مونشاوس ورويتجنز. بعد تبادل الأراضي، لم يعد الجيب السادس والجيب البلجيكي موجودين.

## الإجراءات الحدودية
كلا البلدين ينتميان إلى منطقة شنغن والاتحاد الجمركي للاتحاد الأوروبي. لم تكن هناك عمليات تفتيش جمركية منذ عام 1968 ولا عمليات تفتيش منتظمة لجوازات السفر منذ عام 1995.